# Illusione di Müller-Lyer

Illusione di Müller-Lyer: benché le linee siano in realtà della medesima lunghezza, l'effetto percettivo fa apparire alcune di queste come aventi una lunghezza maggiore o minore rispetto alle altre.

L'illusione di Müller-Lyer è un'illusione ottica che consiste nella percezione di una linea più lunga o più corta a seconda che essa termini con la presenza di due segmenti inclinati a circa +/-45° o +/-135°, formanti un angolo con configurazione "in" (>---<)  oppure con configurazione "out" (<--->). L'illusione è tipicamente un'illusione di lunghezza e a seconda del tipo di terminali presenti (in o out) la linea viene percepita quantitativamente più corta o più lunga.

## Tipologie di illusioni
La configurazione con due terminali in o out  viene correttamente definita illusione di Müller-Lyer, ovvero un tipo di illusione di lunghezza in espansione o in compressione a seconda che siano presenti angoli in configurazione "in" o in configurazione "out".
Esistono anche illusioni che sfruttano lo stesso principio ma unilateralmente, nelle quali solo in un lato della linea è presente il terminale che crea l'effetto illusorio. in questo caso l'illusione non è più simmetrica e la divisione a metà della linea segue l'effetto illusorio cioè: spostamento opposto rispetto ai terminali per angoli acuti e spostamento verso il terminale illusorio per angoli ottusi.
L'illusione che risulta dalla sovrapposizione di due illusioni di Müller-Lyer , una in compressione ed una in espansione viene definita come illusione di Brentano. In essa la presenza dei due tipi di illusione contemporaneamente nella figura causa lo spostamento percettivo della metà della linea.
Se ad una linea vengono disegnati un terminale in e uno out si ha l'illusione di Judd. Anche questo tipo di illusione non è simmetrica e pertanto una divisione a metà porta ad uno spostamento secondo l'effetto illusorio. L'effetto è maggiore rispetto alla configurazione monolaterale.
L'effetto illusorio avviene anche se sono presenti dei contorni soggettivi e non reali.

## Spiegazioni dell'effetto illusorio
Sia la sfocatura ottica, determinata dalla ridotta acutezza visiva periferica, sia le interazioni neurali laterali modificano la forma percepita degli angoli in modo da spostare apparentemente il loro vertice all'interno dell'angolo stesso.

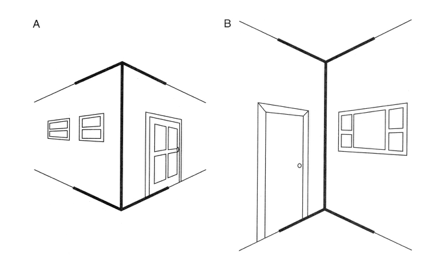
Illusione Müller-Lyer

Un'altra spiegazione vedrebbe invece coinvolto il cosiddetto "errore dello stimolo", ovvero un tipico errore percettivo che consiste nel percepire le cose del mondo non secondo quelle che sono le sue mere caratteristiche fisiche ma secondo le specifiche conoscenze di cui gli individui dispongono al riguardo. Nello specifico nell'illusione di Müller-Lyer, gli angoli presenti (<---> >---<) sono percepiti esattamente come se fossero degli angoli di una stanza: gli angoli interni (B nell'immagine) appaiono tipicamente più in lontananza rispetto all'osservatore (a causa della concavità), mentre gli angoli esterni (A nell'immagine) appaiono tipicamente più vicini (a causa della convessità). In conclusione dato che due oggetti a distanze differenti (o percepiti come se si trovassero a distanze differenti, come nel caso dell'illusione) possono produrre la medesima immagine retinica solo se l'oggetto più lontano è più grande di quello vicino, assumiamo che la linea che presenta l'apertura verso l'esterno sia più grande (più lunga), sulla base delle informazioni acquisite attraverso la nostra esperienza passata.
Tale spiegazione è inoltre corroborata dal fatto che la stessa illusione sembrerebbe presentarsi soprattutto in individui di cultura occidentale (i quali sono frequentemente esposti alla visione di angoli retti e di edifici di forma quadrata/rettangolare) mentre gli individui appartenenti ad altre culture come gli Zulu d'Africa (cui edifici non presentano tipicamente molti angoli retti) risultano meno suscettibili all'illusione.